# كيت لي أوكونور
كيت لي أوكونور (بالإنجليزية: Kate Lee)‏ هي عازفة كمان ‏ ومغنية أمريكية، ولدت في 27 سبتمبر 1992 في Webster, New York ‏ في الولايات المتحدة.

## وصلات خارجية
- كيت لي أوكونور على موقع ميوزك برينز (الإنجليزية)